# Ангтхонг (провинция)
 Ангтхонг  (тайск. อ่างทอง) — провинция (чангват) в центральной части Таиланда.
Административный центр — город Ангтхонг.

## Географическое положение
На севере граничит с провинциями Сингбури и Лопбури, на востоке и юге — с провинцией Аюттхая, на западе — с провинцией Супханбури.
Провинция находится посреди плодородной равнины, образованной реками Чаупхрая и Ной. На территории провинции нет ни гор, ни лесов, это в основном сельскохозяйственные угодья. Обе реки и многочисленные каналы служат источниками воды для рисовых плантаций.
Расстояние до Бангкока — около 100 км.

## Климат
| Показатель                    | Янв. | Фев. | Март | Апр. | Май  | Июнь | Июль | Авг. | Сен. | Окт. | Нояб. | Дек. | Год   |
| ----------------------------- | ---- | ---- | ---- | ---- | ---- | ---- | ---- | ---- | ---- | ---- | ----- | ---- | ----- |
| Средний суточный максимум, °C | 25,5 | 26,0 | 29,0 | 35,0 | 35,5 | 35,5 | 35,5 | 34,2 | 31,1 | 30,0 | 23,5  | 22,1 | 30,28 |
| Средний суточный минимум, °C  | 20,4 | 20,5 | 26,0 | 27,4 | 29,9 | 28,7 | 28,8 | 29,6 | 29,3 | 26,3 | 20,3  | 19,9 | 25,59 |
| Норма осадков, мм             | 20,3 | 48,5 | 46,0 | 50,5 | 51,5 | 58,3 | 65,2 | 69,2 | 75,7 | 50,5 | 20,4  | 19,6 | 575,7 |

## Административное деление

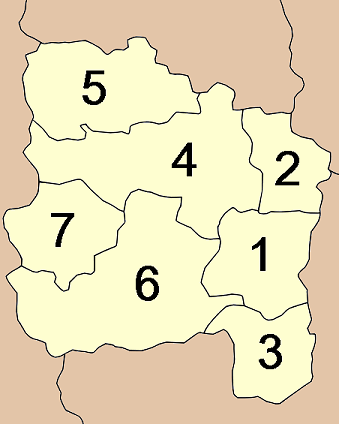
Административное деление провинции Ангтхонг

Провинция подразделяется на 7 районов (ампхе), которые в свою очередь, состоят из 81 подрайона (тамбон) и 513 поселений (мубан).
- 1. Столичный район Ангтхонг — Amphoe Mueang Ang Thong (อำเภอเมืองอ่างทอง)
- 2. Район Чайо — Amphoe Chaiyo (อำเภอไชโย)
- 3. Район Памок — Amphoe Pa Mok (อำเภอป่าโมก)
- 4. Район Пхотхонг — Amphoe Pho Thong (อำเภอโพธิ์ทอง)
- 5. Район Савэнгха — Amphoe Sawaeng Ha (อำเภอแสวงหา)
- 6. Район Висетчайчан — Amphoe Wiset Chai Chan (อำเภอวิเศษชัยชาญ)
- 7. Район Самко — Amphoe Samko (อำเภอสามโก้)

## Население
По состоянию на 2015 год население провинции составляет 283 173 человека. Плотность населения - 292 чел/км². Численность женской части населения (52,0%) превышает численность мужской (48,0%).

## Экономика и промышленность
Валовой социальный продукт провинции в 2004 году составлял 17 289 млн. батов.
На гербе провинции изображены рисовые колосья в воде как символ плодородия провинции, являющейся одним из главных производителей риса в Таиланде.